# Pratjékabuddha
A pratjékabuddha (szanszkrit: प्रत्येकबुद्ध) vagy paccsekabuddha (páli: पच्चेकबुद्ध) szó szerinti jelentése „egy magányos buddha”, „egy buddha magában” vagy „egy magán-buddha”. Ez három megvilágosodott lény egyik fajtája a buddhizmus néhány iskolája szerint. A másik két fajta az arhat és a szammászambuddha (szanszkrit: szamjakszambuddha).

## Jellemzői

### Általános áttekintés
A jána vagy "szekér", amellyel a pratjékabuddhák elérik a megvilágosodást pratjékabuddhajánának nevezik az indiai buddhista hagyományban.
A pratjékabuddhákról úgy tartják, hogy saját erőből érik el a megvilágosodást, külső segítség, mondjuk egy tanító, vagy dharma tanítás nélkül, azáltal, a függő keletkezésen meditálnak. Csak olyan világkorban keletkeznek, amikor nem létezik sem buddha, sem buddhista tanítás (szanszkrit: dharma; páli: dhamma).
A srávakák tizenhat életből képesek összegyűjteni az érdemeiket, a pratjékabuddhák ezzel szemben akár száz kalpa (eon) idejéből is. A srávakák csupán egyfajta éntelenség bölcsességére képesek (a személy éntelenségére), a pratjékabuddhák kettőre (a jelenségek éntelenségére is). Emiatt a pratjékabuddhák szintjét magasabbnak tekintik, mint a bódhiszattva ösvény által megvilágosodott lényekét. A bodhiszattvák három eonon át gyűjtik az érdemeiket és a végén mindkét típusú éntelenség bölcsességét elsajátítják.
A théraváda iskola szerint a paccsekabuddhák ("aki elérte a tökéletes belátás szintjét, de anélkül halnak meg, hogy a világ számára kinyilvánították volna a tanításaikat") nem képesek a dhamma tanítására, amelyhez szükséges a szammászambuddha mindentudása. Ez utóbbi még így is hezitál, hogy tanítson-e vagy sem. A paccsekabuddha ad ugyan morális tanításokat, viszont más lényt nem juttat el a megvilágosodáshoz. Nem hagynak hátra közösséget (szangha), hogy a dharma tanításokat továbbadhassák.

### azAbhidharma-szamuccsajaszövegeiben
A 4. századi mahájána abhidharma szövegben, az Abhidharma-szamuccsajában, Aszanga a pratyekabuddha szekér követőiről azt írja, hogy magányos hódítók (szanszkrit: pratjékadzsina), akik kis csoportban élnek. Eszerint ezek a gyakorlók ugyanazokat a kanonikus szövegeket (Srávaka-pitaka) használják, mint a srávakák (tanítványok), de különböznek tanításaik, amelyet úgy neveznek, hogy Pratjékabuddha Dharma.

## A Dzsátaka mesékben
A pratjékabuddhák (pl. Darímukha J.378, Szonaka J.529) a buddhista tanok tanítóiként jelennek meg a buddhizmus előtti korokban több Dzsátaka születéstörténetben.

## ARinocérosz-szútra
A tapasztalások és megvilágosodás verseiben (Rinocérosz-szútra - Szutta-nipáta) pratjekabuddhák mesélnek. A hagyományos szövegmagyarázó irodalmak ezt a szútrát pratjékabuddháknak tulajdonítják.

## További olvasmányok
- Kloppenborg, Ria (1974). The Paccekabuddha: A Buddhist Ascetic, Brill, Leiden, Netherlands
- Anālayo, B. (2010). Paccekabuddhas in the Isigili-sutta and its Ekottarika-àgama Parallel, Canadian Journal of Buddhist Studies 6, 5-36

## Külső hivatkozások
- The Paccekabuddha: A Buddhist Ascetic A Study of the Concept of the Paccekabuddha in Pali Canonical and Commentarial Literature by Ria Kloppenborg
- What’s a "Private Buddha" (paccekabuddha)? by John Bullitt @ Access to Insight
- Solitary & silenced is the Pacceka-Buddha! by Samahita Thera @ What-Buddha-Said.net
- Pacceka Buddha in Dictionary of Pali Proper Names
- Piyadassi Thera (1999–2012), MN 116: Isigili Sutta "The Discourse at Isigili",  as published on Access to Insight